# Omutínskoie
Omutínskoie (en rus: Омутинское) és un poble (possiólok) de l'óblast de Tiumén, a Rússia, que en el cens del 2010 tenia 9.201 habitants.